# WWF One Night Only
One Night Only fue un evento de lucha libre de pay-per-view producido por la World Wrestling Federation. Tuvo lugar el 20 de septiembre de 1997 en el Sky Box Office en Birmingham, Inglaterra.

## Trasfondo
El evento incluía ocho luchas, con dos eventos principales, The Undertaker desafió a Bret Hart por el Campeonato Mundial de la WWF en una revancha de la lucha anterior en Summerslam, en la que Undertaker perdió el título en circunstancias controversiales. Para cerrar el PPV, Shawn Michaels desafió a British Bulldog por el Campeonato Europeo de la WWF, como parte de su feudo contra The Hart Foundation. El Campeonato En Parejas de la WWF también estaba en juego, entre los campeones The Headbangers y los retadores, Savio Vega y Miguel Pérez Jr. de Los Boricuas.
El evento estaba disponible en PPV en Canadá y Europa, pero no en los Estados Unidos. La razón (kayfabe) de esto era que Bret Hart, quién en esos tiempos adoptaba un gimmick antiamericanista, tenía una cláusula en su contrato para prohibir la transmisión en vivo de ese evento en los Estados Unidos. Posteriormente, One Night Only fue lanzado en formato de video casero.

## Resultados
- Hunter Hearst Helmsley (c/Chyna) derrotó a Dude Love. (11:00)
  - Helmsley cubrió a Love después de un "Pedigree".
  - Durante la lucha, Chyna intervino a favor de Hemsley.
- Tiger Ali Singh derrotó a Leif Cassidy. (6:00)
  - Singh cubrió a Cassidy después de un "Bulldog".
- The Headbangers (Mosh & Thrasher) derrotaron a Los Boricuas (Savio Vega & Miguel Pérez, Jr.) reteniendo el Campeonato en Parejas de la WWF. (14:00)
  - Mosh cubrió a Pérez después de un "Mosh Pit".
- The Patriot derrotó a Flash Funk. (8:00)
  - Patriot cubrió a Flash después de un "Uncle Slam".
- The Legion of Doom (Hawk & Animal) derrotaron a The Godwinns (Henry & Phineas). (11:00)
  - Hawk cubrió a Phineas después de un "Doomsday Device".
- Vader derrotó a Owen Hart.
  - Vader cubrió a Owen después de un "Vader Slam".
- Bret Hart derrotó a The Undertaker por descalificación reteniendo el Campeonato de la WWF. (28:00)
  - Undertaker fue descalificado por no soltar a Bret mientras éste estaba tocando las cuerdas.
  - Después de la lucha, Undertaker le aplicó un "Chokeslam" al árbitro y a Gerald Brisco.
- Shawn Michaels (con Hunter Hearst Helmsley, Chyna y Rick Rude) derrotó a The British Bulldog (con Diana Hart-Smith) ganando el Campeonato Europeo de la WWF. (24:00)
  - El árbitro paró la pelea cuando determinó que Bulldog no podía continuar la pelea después de que Michaels le aplicara la "Figure-Four Leglock" tras repetidos ataques de Helmsley, Chyna y Rude en sus piernas.